# The Sporting Venus

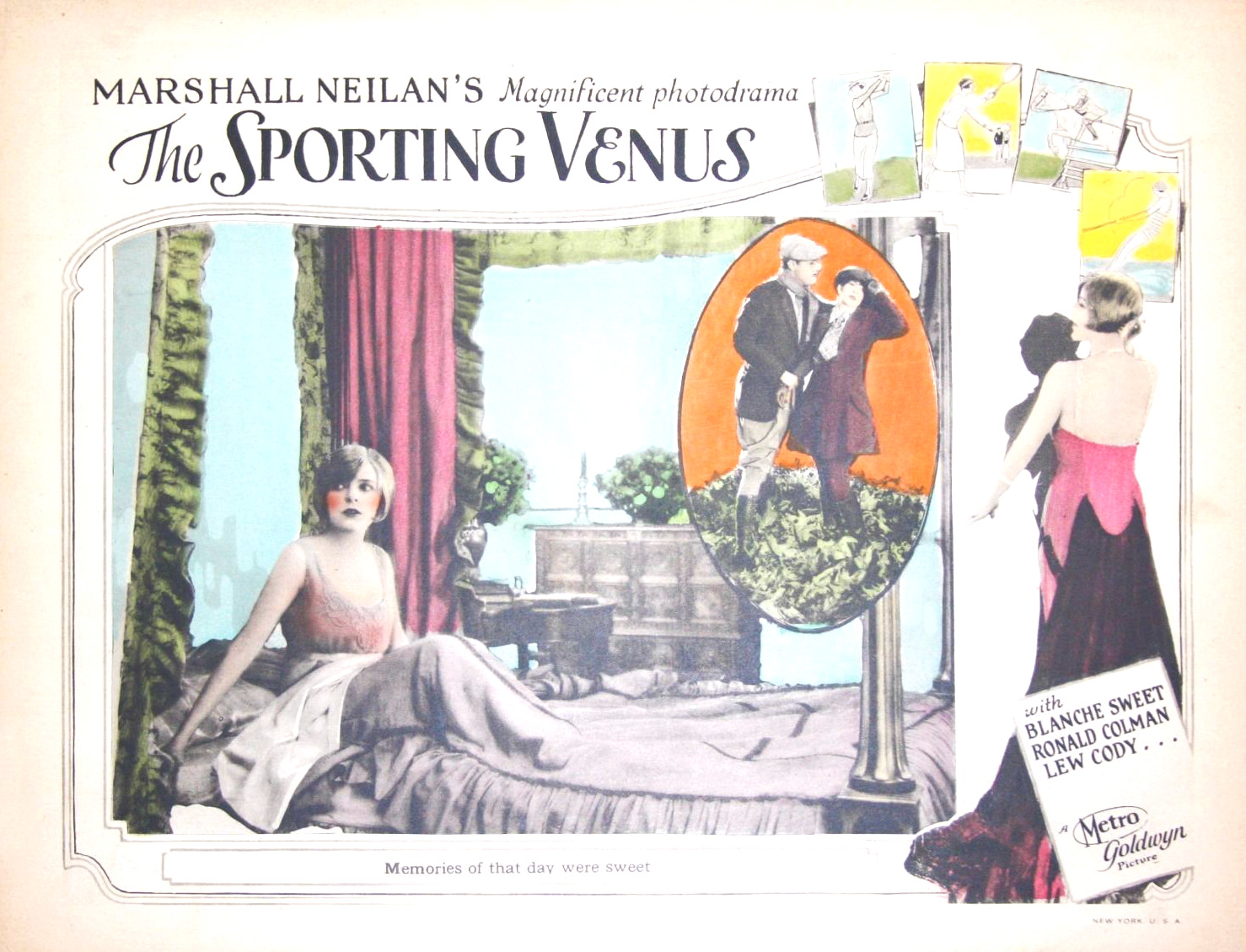
Tarjeta de propaganda de la pel·lícula

The Sporting Venus és una pel·lícula muda dirigida per Marshall Neilan i protagonitzada per Blanche Sweet, en la primera vegada que interpretava una “flapper”, Ronald Colman i Lew Cody. Basada en el relat homònim de Gerald Beaumont (1924), es va estrenar el 13 d’abril de 1925. es tracta d’una de les poques pel·lícules dels anys 20 interpretades per Blanche Sweet que ha sobreviscut.

## Argument
Lady Gwen, l'última descendent de la nissaga escocesa dels Grayle, s'enamora de Donald MacAllan, un brillant estudiant de medicina que està molt per sota en el seu estatus social. El pare de Gwen, que s'oposa al matrimoni, li presenta el príncep Carlos, que vol casar-se amb ella per poder pagar els seus creditors. Donald s’enrola com a soldat en la Primera Guerra Mundial i Carlos continua cortejant Gwen. Quan Donald torna de la guerra, Carlos li diu que està compromès amb Gwen i, per tant, Donald evita trobar-se-la. Gwen confon aquesta aparent indiferència per menyspreu i intenta oblidar-lo viatjant amb el príncep per diverses capitals europees on cerca la diversió sense reparar en despeses. Després d’haver exhaurit la seva fortuna i arruïnat la seva salut, el príncep l’abandona i Gwen torna a Escòcia per anar a viure a la mateixa casa on Donald solia estudiar. Allà cau malalta i en deliri demana per Donald. La seva vella infermera el va a buscar a la finca dels Grayle, que en esdevenir ric, ha comprat. Donald rescata a Gwen, que deambula enmig d’una tempesta i la guareix.

## Repartiment
- Blanche Sweet (Lady Gwendolyn)
- Ronald Colman (Donald MacAllan)
- Lew Cody (príncep Carlos)
- Josephine Crowell (comtessa Van Alstyne)
- Edward Martindel (Sir Alfred Grayle)
- Kate Price (majordoma)
- Hank Mann (majordom de Carlos)
- Arthur Hoyt (inspector de policia)
- George Fawcett (pare)